# Bauinvestition
Bauinvestitionen stellen die Bruttoanlageinvestitionen in bauliche Anlagen für Neubauten, Umbauten oder Erweiterungsbauten und für werterhöhende Reparaturen dar. Sie stellen eine wichtige Größe zur Beurteilung der Bauwirtschaft dar.
Die Bauinvestitionen werden regelmäßig durch das Statistische Bundesamt ermittelt. Zuletzt betrugen sie im Jahr 2013 (real) 220,7 Mrd. € und lagen damit nur um 0,1 % über dem Vorjahresniveau.
Dennoch repräsentieren die Bauinvestitionen auch 2013 eine Hochkonjunktur im Bau-Sektor, die seit dem Investitionsanstieg um 7,8 % (im Vergleich zum Vorjahr) seit 2011 herrscht. Dies verdeutlichen kürzlich veröffentlichte Zahlen zu Bauinvestitionen für das 1. Quartal 2014, die im Vergleich zum Vorjahreszeitraum um 3,4 % angestiegen sind.
In Deutschland betrug damit 2013 der Anteil der Bauinvestitionen am Bruttoinlandsprodukt 8,9 %.
Im Vergleich zu den Ausgaben in Deutschland entwickelten sich die Bauinvestitionen der EU-27 stark rückläufig: 2013 (zu Preisen und Wechselkursen von 2005) betrugen diese 1.102,0 Mrd. € und damit etwa 3,2 % weniger als im Vorjahr (2012: 1.137,4 Mrd. €).